# Problem invarianter Unterräume
Das Problem invarianter Unterräume ist eine mathematische Problemstellung aus der Funktionalanalysis. Die Fragestellung lautet, ob jeder nicht-triviale beschränkte und lineare Operator auf einem Banach-Raum einen invarianten Unterraum besitzt.
Ein erstes Gegenbeispiel wurde 1975 von dem schwedischen Mathematiker Per Enflo gefunden. Für Hilbert-Räume ist das Problem nach wie vor offen.

## Problemstellung
Grundbegriffe:
Sei {\displaystyle V} ein komplexer Vektorraum und {\displaystyle \operatorname {T} :V\to V} ein linearer Operator. Ein Unterraum {\displaystyle U\subseteq V} ist {\displaystyle \operatorname {T} }-invariant, falls {\displaystyle \operatorname {T} (U)\subseteq U}, das heißt also {\displaystyle Tu\in U} für alle {\displaystyle u\in U}.
Gilt zusätzlich {\displaystyle U\neq V} und {\displaystyle U\neq \{0\}}, dann ist {\displaystyle U} nicht-trivial.
Ein Unterraum {\displaystyle U} ist invariant unter der Familie von Operatoren {\displaystyle \{T_{i}\}_{i\in I}}, falls {\displaystyle U} {\displaystyle T_{i}}-invariant für alle {\displaystyle i\in I} ist.
Ein Unterraum ist hyperinvariant für {\displaystyle T}, falls er invariant für alle Operatoren {\displaystyle A} ist, die mit {\displaystyle T} kommutieren ({\displaystyle TA=AT}).
Mit {\displaystyle {\mathcal {B}}(V)} bezeichnen wir den Raum der beschränkten und linearen Operatoren auf {\displaystyle V}.

### Das Problem invarianter Unterräume für Banach-Räume
Sei {\displaystyle V} ein komplexer Banach-Raum mit {\displaystyle \dim(V)\geq 2} und {\displaystyle \operatorname {T} \in {\mathcal {B}}(V)}. Existiert dann ein abgeschlossener, nicht-trivialer {\displaystyle T}-invarianter Unterraum?

## Lösungen
Die Problemstellung lieferte viele Teillösungen, die sich in zwei unterschiedliche Gruppen aufteilen lassen:
1. Banach-Räume, auf denen jeder Operator einen invarianten Teilraum besitzt.
2. Operatoren ohne invariante Teilräume auf einer großen Klasse von Funktionenräumen.

### Schlüsselergebnisse
1950 bewies John von Neumann, dass jeder kompakte Operator auf einem Hilbert-Raum einen nicht-trivialen hyperinvarianten Unterraum besitzt.
1973 publizierte Viktor Lomonossow den Satz von Lomonossow, welcher sagt, dass wenn der Operator {\displaystyle T} auf einem Banach-Raum mit einem kompakten Operator {\displaystyle A\neq 0} kommutiert, {\displaystyle T} einen nicht-trivialen invarianten Unterraum hat.
1976 wurde der erste Operator auf einem speziellen Banach-Raum ohne invarianten Unterraum von Per Enflo publiziert. Seitdem gab es weitere Beispiele auch auf klassischen Funktionenräumen. Für Hilbert-Räume ist das Problem weiterhin ungelöst.